# Elena de La Souchère
Pour les articles homonymes, voir Ribeira et De La Souchère.
Elena Ribera de La Souchère, née Hélène Dor le 2 mai 1916 à Paris et morte le 8 juin 2010 au Kremlin-Bicêtre, est une journaliste et écrivaine française.

## Biographie

### Famille
Elena de La Souchère est née dans une famille originaire des Pyrénées. Son père, Romualdo Ribeira de La Souchère, participe à des recherches archéologiques dans Ampurias, mais en raison de la santé de sa mère, la famille s'installe à Cannes puis Antibes, où son père fonde le premier musée Picasso au monde. Lorsque éclate la guerre civile espagnole, elle étude le droit et travaille pour la délégation du Gouvernement basque à Paris.

### Carrière de journaliste
En 1938, Elena de La Souchère se déplace en zone républicaine espagnole comme correspondante du quotidien L'Éveil donnes Peuples. À son retour à Paris elle défend la cause de la République par des articles et des conférences. Ses contacts sont le ministre et poète Josep Carner, la femme politique Victoria Kent et l'écrivain José Bergamín.
Au commencement de l'occupation de la France pendant la Seconde Guerre mondiale, elle se réfugie à Londres où elle négocie avec Manuel de Irujo, la création de Brigades Basques en territoire français. Elle est aussi membre de la Ligue Internationale des amis Basques et écrit dans la revue Gudari (1937). Elle assure le lien entre le Conseil National du Pays basque et les forces françaises libres. Elle obtient un accord pour que les basques intègrent une unité militaire dans les forces armées de la France libre. Après le débarquement en Afrique du Nord, elle se déplace à Alger, où elle fait partie du comité d'aide aux républicains espagnols récemment libérés des camps d'internement du gouvernement de Vichy,.
Après la Seconde Guerre mondiale, Elena de La Souchère collabore régulièrement dans divers journaux et revues français : France Observateur (ancêtre du Nouvel Observateur), Esprit, Cahiers pédagogiques et Le Monde diplomatique, et participe à des conférences et entretiens radiophoniques et télévisés en défense de la démocratie espagnole. Elle participe aussi dans la diffusion des nouveaux auteurs espagnols, en traduisant entre autres, l'écrivaine Ana María Matute. Avec Jean-Paul Sartre, elle collabore dans la revue Les Temps modernes.
Bien qu'éloignée du Parti communiste d'Espagne, elle participe à l'hommage au poète Antonio Machado célébré à Collioure et obtient le soutien de l'écrivain Marcel Bataillon, Jean Cassou, Jean-Paul Sartre, Simone de Beauvoir, Louis Aragon et Picasso,. Elle est une ardente défendeuse de la démocratie en Espagne et intervint de nombreuses fois par des conférences ou des articles contre le régime de Franco.
En 1973, elle est attachée de presse dans l'ambassade du Mexique en France. En 1989, elle reçoit le Prix Sabino Arana en reconnaissance de soutien de plus de 50 ans à la cause basque.
En 2007, elle revient en Espagne pour présenter la publication de ses mémoires, Ce que ils ont vu mes yeux. Chroniques de la l'Espagne républicaine.
Elle meurt le 8 juin 2010 à 90 ans.